# Holländargatan

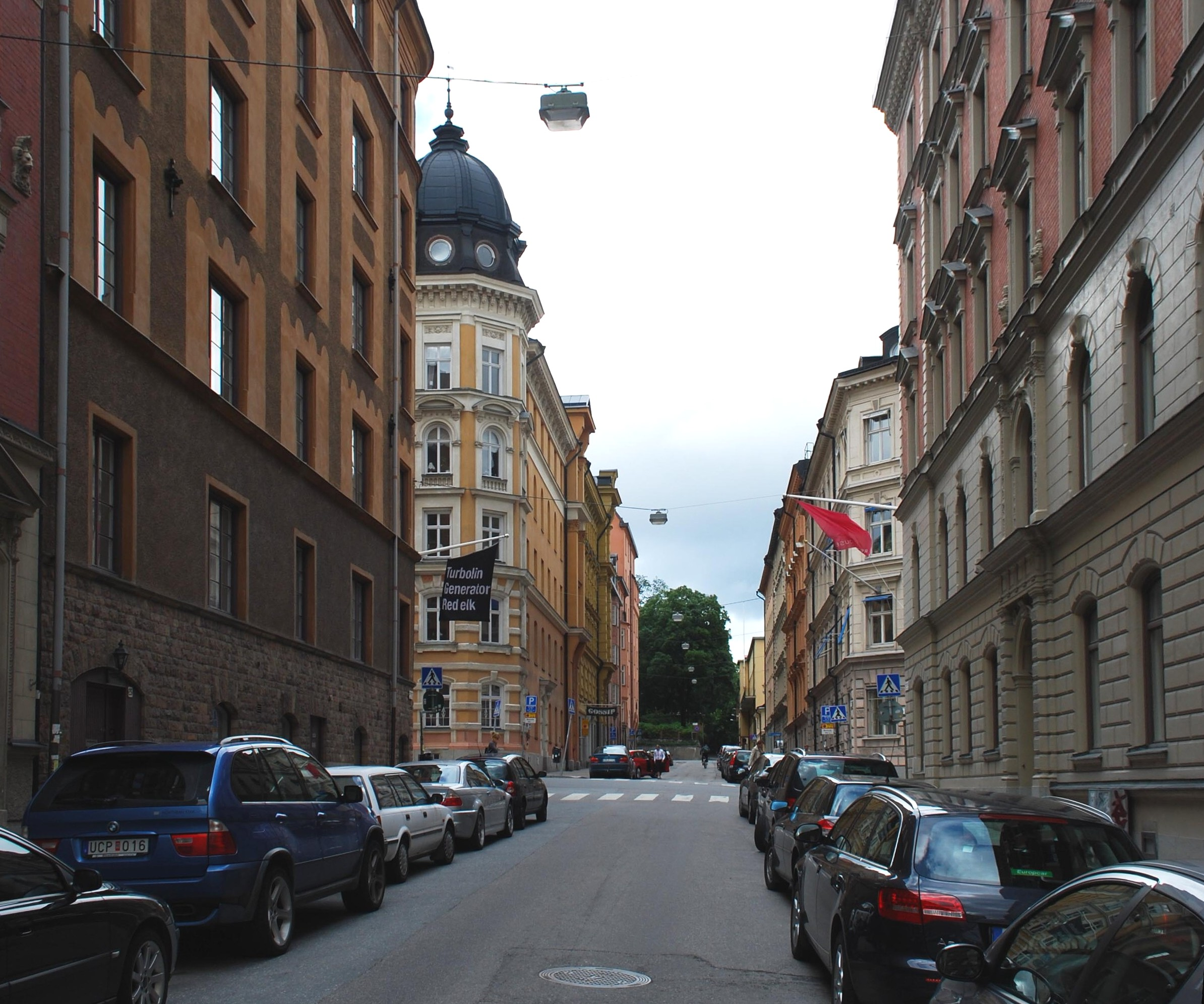
Holländargatan norrut, sedd från Kammakargatan. I slutet av gatan skymtas Observatorielunden.

Holländargatan är en gata som sträcker sig i nord-sydlig riktning från Kungsgatan på Norrmalm i centrala Stockholm till parken Observatorielunden i Vasastan. Gatan är 700 meter lång.
Gatan fick sitt namn i mitten av 1600-talet efter holländaren Dijrick Dijricksson som var gårdsägare i kvarteret Svärdfisken. Utmed gatan ligger bland annat Adolf Fredriks kyrka, Riksförsäkringsanstalten, Europeiska ungdomsparlamentets kansli och Stockholms universitets studentkårs kårhus, uppfört 1935–1937. Kårhuset var platsen för den så kallade ”kårhusockupationen” den 24–27 maj 1968.